# Borniol
Pour l’article ayant un titre homophone, voir Borgnolle.
Pour l'entreprise de pompes funèbres, voir Henri de Borniol.
Un borniol est un lé de tissu noir assez épais de coton ou de velours, de longueurs et largeurs variées que l'on rencontre sur les plateaux des tournages de film.
Le terme borniol est un terme utilisé dans l'audiovisuel et le cinéma ; il vient du nom de l'entreprise de pompes funèbres Henri de Borniol, qui utilisait de tels tissus noirs très opaques.
Les borniols sont utilisés par les éclairagistes pour calfeutrer les fenêtres et rendre toutes les ouvertures opaques à la lumière. Ils peuvent aussi servir de fond à des interviews, à condition d'être propres, sans poussière et sans froissement.
Ils sont utilisés aussi par le chef-opérateur du son pour modifier l'environnement sonore d'une pièce, la rendre plus mate, diminuer un effet cathédrale ou une trop forte résonance.